# Libourne
Libourne är en kommun i departementet Gironde i regionen Nouvelle-Aquitaine i sydvästra Frankrike. Kommunen ligger i kantonen Libourne som tillhör arrondissementet Libourne. År 2022 hade Libourne 24 668 invånare.

## Befolkningsutveckling
Antalet invånare i kommunen Libourne
Referens:INSEE